# Chicagoland Speedway
Der Chicagoland Speedway ist ein Speedway in Joliet im US-Bundesstaat Illinois südwestlich von Chicago gelegen. Die Rennstrecke befindet sich ca. 55 km (36 mi) südlich des Stadtzentrums in unmittelbarer Nähe der Illinois Route 53 zwischen Joliet und Wilmington. Seit der Eröffnung im Jahre 2001 wurde er zu einem unerwarteten Anziehungspunkt für NASCAR- und Indy-Racing-League-Veranstaltungen.

## Streckenbeschreibung

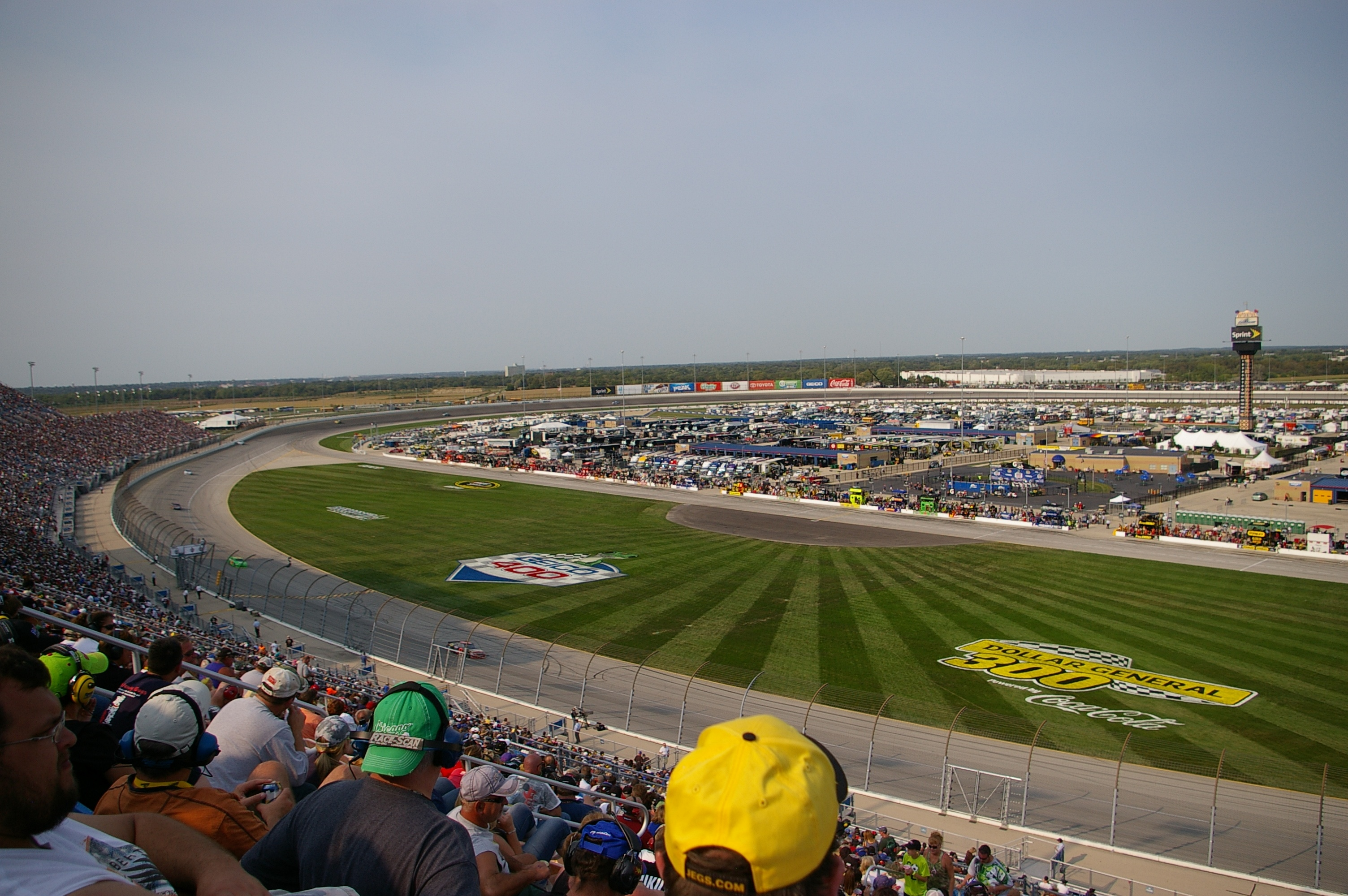
Turn 3 & 4 des Chicagoland Speedways

Obwohl es als einfaches Tri-Oval in Form eines „D“ gelistet wird, ist Chicagoland insofern einzigartig, als der Kurs eine einzige, durchgehende Kurve ist, da die Gegengeraden einen erkennbaren Bogen aufweist. Dies führt zu sehr hohen Durchschnittsgeschwindigkeiten, die fast an einen Superspeedway heranreichen. Auch führt diese Form bei den IndyCar-Rennen zu einem selbst für Ovalrennen extrem engen Feld, bei dem praktisch durchgehend in zwei oder drei Linien nebeneinander gefahren wird und in dem sich niemand absetzen kann.
Die Zuschauerkapazität betrug maximal 75.000 Plätze.

## Geschichte

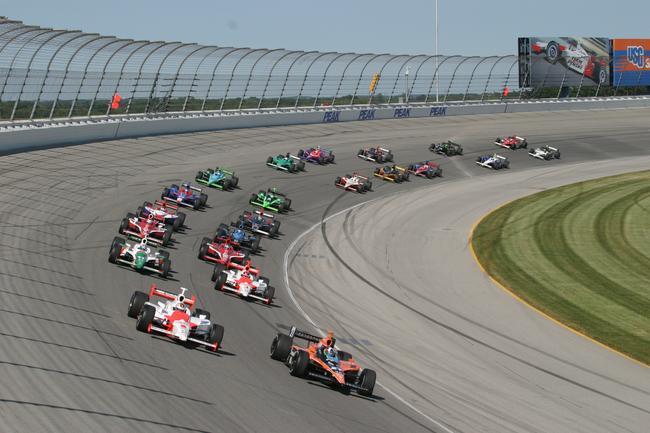
Die Indy Car Series auf dem Chicagoland Speedway

Zwischen 1999 und dem Jahr 2000 entstand der Chicagoland Speedway neben dem älteren Route 66 Raceway. Die Eröffnung fand im Jahre 2001 mit Rennen des NASCAR Winston Cup, der NASCAR Nationwide Series, der ARCA Racing Series und der Indy Racing League statt. Weiter war die IROC-Serie ebenfalls auf dem Speedway zu Gast.
2019 wurde im ISC-Jahresbericht 2018 bekannt gegeben, dass die Sitzplatzkapazität der Rennstrecke von 55.000 auf 47.000 reduziert wurde.

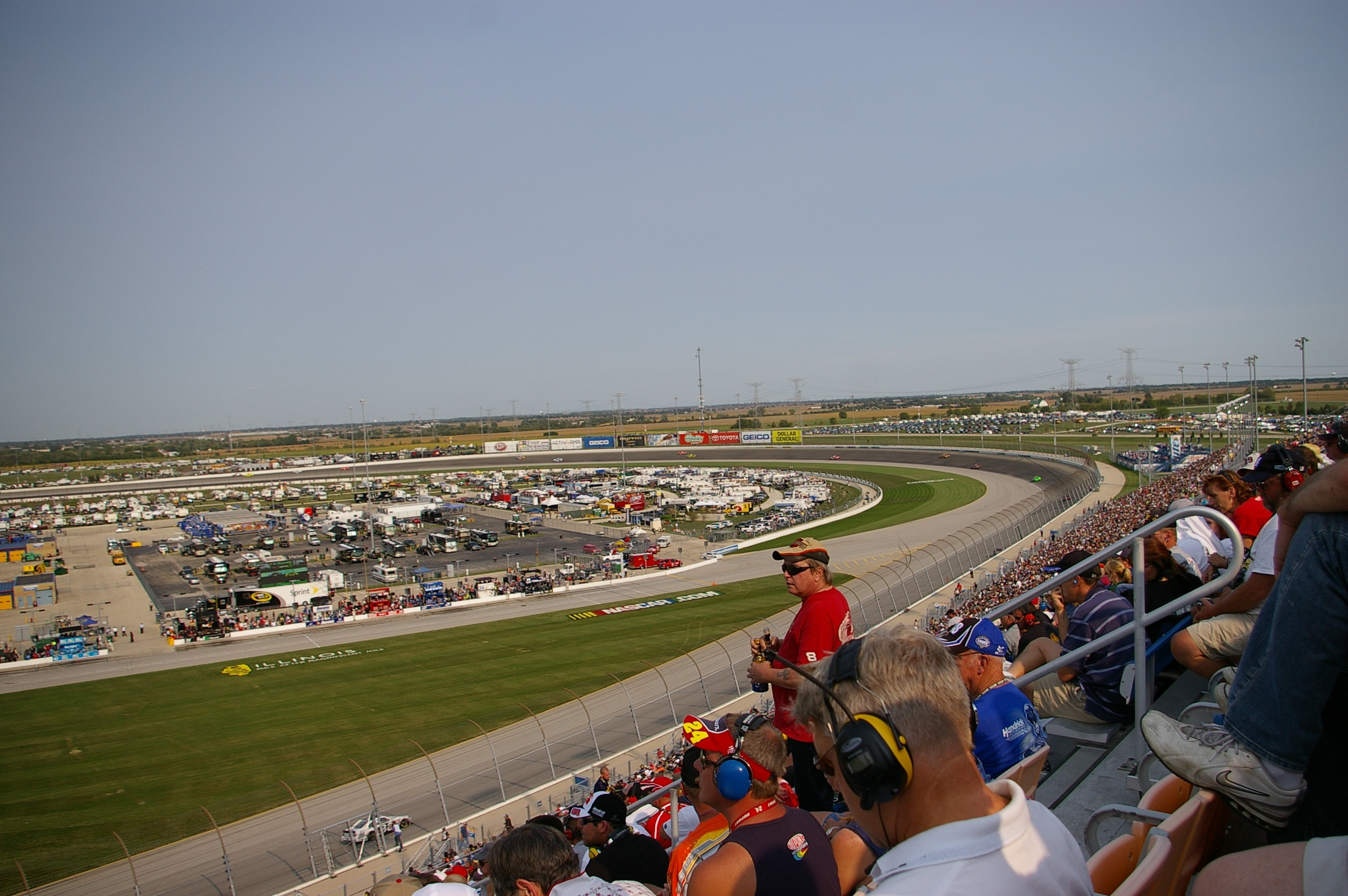
Turn 1 und 2 des Chicagoland Speedways

Aufgrund der COVID-19-Pandemie wurden die Rennen auf dem Chicagoland Speedway für die Saison 2020 abgesagt. Kurz darauf wurden die meisten Mitarbeiter der Rennstrecke entlassen. Am 11. Mai 2020 wurde bekannt, dass große Teile des Geländes rund um die Rennstrecke in ein Industriegebiet umgewandelt werden sollten, so dass die Zukunft des Speedway ungewiss war.
Am 27. September 2020 kamen Gerüchte auf, dass sowohl der Chicagoland Speedway als auch der Kentucky Speedway ihre NASCAR-Rennen im Jahr 2021 verlieren würden, was zwei Tage später, am 29. September, von der Rennstrecke offiziell bestätigt wurde. Außerdem kündigte der benachbarte Route 66 Raceway an, dass er bis zur Saison 2021 geschlossen bleiben würde, so dass beide Rennstrecken in der Saison 2021 keine Rennen mehr austragen würden.
Am 6. Januar 2023 wurde bekannt gegeben, dass der Chicagoland Speedway die SuperMotorcross World Championship Playoff Round 2 ausrichten würde. Dies wäre die erste Veranstaltung auf der Strecke seit 2019. 

## Rekorde
NASCAR
- NASCAR Cup Series Qualifying: Joey Logano, 28.509 s (189.414 mph), 14. September 2013
- NASCAR Cup Series Rennen (400 Meilen): Martin Truex jr., 2:47:24 (145.161 mph), 18. September 2016
- NASCAR Xfinity Series Qualifying: Ryan Newman, 28.964 s (186,438 mph), 2005
- NASCAR Xfinity Series Rennen (300 Meilen): Joey Logano, 2:02:10 (147.340 mph), 10. Juli 2009
- NASCAR Camping Word Truck Series Qualifying: Spencer Gallagher, 30.656 s (176.148 mph), 16. September 2016
- NASCAR Camping Word Truck Series Rennen: Kyle Busch, 1:44:31 (132.610 mph), 27. August 2010

IndyCar
- Qualifikation: Richie Hearn, 24,521 s (223,159 mph), 6. September 2003
- Rennen (300 Meilen): Dan Wheldon, 1:33:37 (194,828 mph), 10. September 2006